# 1790 en santé et médecine
| Années de la santé et de la médecine : 1787 - 1788 - 1789 - 1790 - 1791 - 1792 - 1793    |
| Décennies de la santé et de la médecine : 1760 - 1770 - 1780 - 1790 - 1800 - 1810 - 1820 |

Cet article présente les faits marquants de l'année 1790 en santé et médecine.

## Événements
- La loi du 18 août 1790 abroge toutes les corporations enseignantes, supprime la Faculté de médecine de Paris et l'enseignement médical au demeurant peu actifs au cours des années précédentes à Paris[1].

## Naissances
- 26 janvier : Claude François Lallemand (mort en 1854), chirurgien français.
- 2 mars : Philippe-Charles Schmerling (mort en 1836), médecin et préhistorien belge.
- 17 mars : Léon Rostan (mort en 1866),  médecin français.
- 14 août : Joseph-Marie Dubrueil (mort en 1852), chirurgien de la Marine et professeur d'anatomie à Montpellier[2].
- 10 novembre : Jean René Constant Quoy (mort en 1869), chirurgien de marine, anatomiste, ornithologue et zoologiste français.
- 18 décembre : Jules Cloquet (mort en 1883), anatomiste et chirurgien français[3].

## Décès
- 6 mai : Johannes Gessner (né en 1709), médecin et naturaliste suisse.
- 10 juillet : Peter Jonas Bergius (né en 1730), médecin et botaniste suédois.